# 카르만선

카르만선은 열권의 하층부 내에 있다(실제 비율이 아님).

카르만 선(Kármán line) 또는 폰 카르만 선 (von Karman line)은 지구의 대기권과 우주 공간 사이의 경계를 정의하려는 시도로 항공학에 대한 국제적인 기록 유지 기구인 국제항공연맹(FAI, Fédération aéronautique Internationale)에서 특정한 정의를 제공하고 있다. 항공기와 우주선은 다른 관할권에 속하며 서로 다른 조약의 적용을 받기 때문에 공간의 경계를 정의하는 것은 법적 및 규제의 목적에서 중요하다. 국제법에서는 우주공간의 경계 또는 국내 영공의 한계를 정의하고 있지 않다.
국제항공연맹(AI에)서는 카르만 선을 지구 평균 해수면의 100 킬로미터 (54 nmi; 62 mi; 330,000 ft) 상공에서 시작하는 공간으로 정의한다. 전문가들 사이에서 대기가 끝나고 우주가 시작되는 정확한 위치에 대한 합의는 없지만 대부분의 규제 기관(UN 포함)에서는 카르만 선에 대하여 FAI의 정의 또는 이와 유사한 정의를 채택하고 있다. FAI에서 정의한 카르만 라인은 1960년대에 정립되었다. 다양한 국가와 단체는 다양한 목적에 따라 우주공간의 경계를 다르게 정의하고 있다.
카르만 선은 항공공학 및 우주 비행학 분야에서 활발히 활동한 헝가리계 미국인 엔지니어이자 물리학자인 테오도르 폰 카르만(Theodore von Kármán) (1881–1963)의 이름을 따서 명명되었다. 1957년, 그는 이러한 고도의 경계를 유도하려고 시도한 최초의 사람이다.

## 정의
FAI에서는 항공 비행과 우주 비행의 경계를 정의하기 위해 카르만 선이라는 용어를 사용한다.

- 항공(aeronautics) — FAI 하에서, 지표면 100 km 이하에서 이루어지는, 모든 항공 스포츠를 포함하는 대기중의 활동.
- 우주비행(astronautics) - FAI 하에서, 지표면 100 km 이상에서 이루어지는 활동.

## 정의의 해석
"우주공간의 경계"라는 표현은 종종 (예를 들어, FAI의 일부 간행물에서) 우주 공간의 하부 경계를 나타내기 위해 자주 사용되는데, 종종 상당히 더 낮은 영역도 포함하는 것을 의미한다. 따라서 어떤 기구 또는 비행기 비행에 의하여 "우주공간의 경계에 도달"한 것으로 기술할 수 있고, 이러한 진술에서 "우주의 가장자리에 도달했다는 것"은 단순히 일반적인 항공 기구보다 더 높이 올라간 것을 의미한다.
어떤 국가에서 영공과 우주 공간 사이의 경계에 대하여 국제으로 인정되는 법적 정의는 아직 없다. 1963년 앤드류 G. 헤일리(Andrew G. Haley)는 그의 저서 《우주법과 정부》(Space Law and Government)에서 카르만 선에 대해 논의했는데, 그는 국가 주권의 한계에 관한 장에서 주요 저자들의 견해를 검토했다. :82–96 그는 경계선에 내재한 부정확성에 대하여 다음과 같이 지적했다.
경계선은 평균 또는 중앙값 측정에 의한다. 이 값은 평균 해수면, 사행 선, 조석 선과 같이 법률에서 사용되는 측정치에 대비할 수 있으나, 이것들보다 더욱 복잡하다. 폰 카르만 관할 선을 구하기 위해서는 공기역학적 양력의 요소 외에 무수히 많은 요소를 고려해야 한다. 이러한 요소는 매우 많은 문헌과 다수의 주석가에 의해 논의되었다. 여기에는 공기의 물리적 구성, 생물학적 및 생리학적 생존력뿐만 아니라 또한 공기가 더 이상 존재하지 않고 영공이 끝나는 지점을 설정하기 위해 논리적으로 결합되는 다른 요소들도 포함된다. :78,9

## 카르만의 언급
카르만은 자신의 자서전의 마지막 장에서 우주 공간의 경계에 대한 문제를 다음과 같이 언급하고 있다.
우주가 시작되는 곳은… 실제로 우주선의 속도와 지구 위의 고도에 의해 결정될 수 있다. 예를 들어, Iven Carl Kincheloe Jr. 비행사의 기록적인 X-2 로켓 비행기의 비행을 생각해 보자. Kincheloe는 126,000피트(38,500 m) 또는 24마일 상공에서 시속 2,000마일(3,200 km/h)로 비행했다. 이 고도와 속도에서 공기역학적인 양력은 여전히 비행기 무게의 98%를 지탱하고 2%만이 관성 또는 우주 과학자들이 부르는 케플러 힘에 의해 전달된다. 그러나 300,000피트(91,440 m) 또는 57마일 상공에서는 더 이상 양력에 기여하는 공기가 없기 때문에 이 관계는 역전된어, 관성이 대부분이다. 이곳에서는 공기역학이 역할을 하지 않고 우주 비행이 시작되는 물리적인 경계임에 틀림없으므로, 이것이 법적 관할의 경계가 되지 못할 이유는 없다고 나는 생각하였다. 그런데 헤일리(Haley)는 고맙게도 이를 카르만 관할 선(Kármán Jurisdictional Line)이라고 불렀다. 이 선의 하부 공간은 각각의 국가에 속한다. 이 선 상부의 공간은 자유로운 공간이다.

## 기술적 고려사항
대기는 특정한 높이에서 갑자기 끝나지 않고 고도에 따라 점차적으로 얇아진다. 또한 지구 주변의 공간을 구성하는 다양한 층이 정의되는 방법에 따라(이러한 층이 실제 대기의 일부로 간주되는지 여부에 따라) 우주공간의 경계에 대한 정의는 상당히 달라질 수 있다. 열권과 외기권은 우주공간이 아닌 대기의 일부이므로 우주 경계는 최소 10,000 킬로미터 (6,200 mi) 높이까지 확장될 수 있다. 따라서 카르만 선은 몇 가지 기술적 고려 사항에 기반한 임의의 정의이다.
항공기는 날개가 양력을 생성할 수 있도록 (지면이 아닌) 공기에 대해 지속적으로 전방으로 이동 해야만 높이 떠 있을 수 있다. 공기가 희박할수록 비행기는 더 빨리 움직여서 충분한 양력을 생성해야 한다. 제공되는 양력(수평 비행을 유지하려면 차량의 무게와 같아야 함)은 양력 방정식으로 아래와 같이 계산된다.
{\displaystyle L={\tfrac {1}{2}}\rho v^{2}SC_{L}}
여기서,
L 은 양력
ρ는 공기 밀도
v는 공기에 대한 항공기의 속도.
S는 항공기의 날개 면적 ,
CL 은 양력 계수이다.
생성된 양력( L )은 공기 밀도( ρ )에 정비례한다. 더 높은 고도에서는, 다른 모든 요소가 변하지 않고 그대로 유지된다면 실제 속도( v )는 더 적은 공기 밀도( ρ )를 보상하기 위해 증가해야 한다.
1956년, 폰 카르만(von Kármán)은 비행에 대한 공기열 한계에 대해 논의한 논문을 발표했다. 항공기의 속도가 증가할수록 대기와의 마찰과 단열 과정에 따른 공기역학적 가열로 인해 더 많은 열이 발생한다. 당시의 최신 기술 상태를 기반으로 그는 연속 비행이 가능한 속도와 고도를 계산했다. 너무 느리면 충분한 양력이 생성되지 않고 너무 빠르면 비행체가 과열된다. 그래프에서는 275,000 피트 (52.1 mi; 84 km)에서 변곡점이 포함되었는데 그 이상에서는 최소 속도에 의하여 비행체가 궤도 운동을 하게 된다.
"카르만 선(Kármán line)"이라는 용어는 앤드류 G. 헤일리가 폰 카르만의 1956년 논문에 기초하여 1959년의 논문에서 원래 만든 것인데  헤일리는 275,000 피트 (52.1 mi; 84 km)의 한계 수치는 이론적인 것으로, 폰 카르만의 계산에서 최소 속도는 당시의 항공기인 Bell X-2 의 속도 대 중량 비율을 기반으로 했고 최대 속도는 당시의 냉각 기술 및 내열성 재료를 기반으로 했기 때문에, 기술이 향상됨에 따라 이 수치는 변경될 것으로 인정하였다.  헤일리는 또한, 이 수치가 당시의 기술에 기초한 공기 흡입식 제트 엔진에 대한 고도 한계이었기 때문에, 해당 고도에 대한 다른 기술적 고려 사항도 언급했다. 동일한 1959년 논문에서 헤일리는 295,000 피트 (55.9 mi; 90 km)를 "폰 카르만 라인(von Kármán Line)"으로 지칭하였는데, 이곳은 자유 라디칼 원자 산소가 발생하는 최소 고도이다.

## FAI 정의에 대한 대안

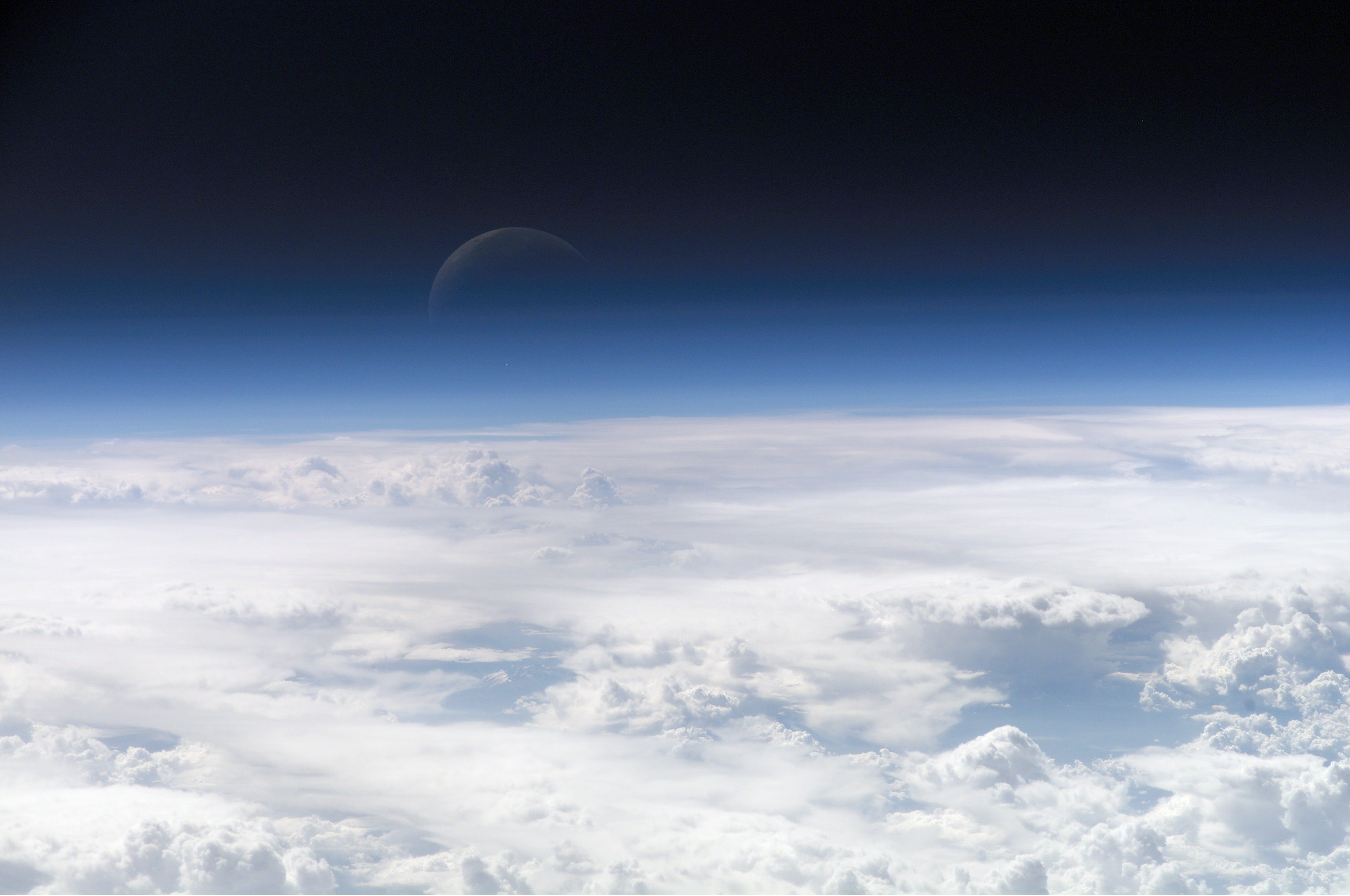
대기의 기체는 가시 광선의 파란색 파장을 다른 파장보다 더 많이 산란시켜 지구의 가시적 경계에 파란색 후광이 나타난다. 이 후광 뒤편으로 달이 보인다. 고도가 더욱 높아지면 대기가 너무 얇아져서 본질적으로 존재하지 않게 된다. 점차적으로 대기의 후광은 공간의 암흑 속으로 사라진다.

미국의 군에 의한 우주비행사 정의에 의하면, 이는 평균 해수면 상공 50 마일 (80 km)로 대략 중간권과 열권 사이 이상의 상공을 비행한 사람이다. NASA는 종전에 FAI의 100 킬로미터 (62 mi) 수치를 사용했지만 동일한 비행체를 타고 비행하는 군인과 민간인 사이의 불일치를 제거하기 위해 2005년에 변경되었다. 세 명의 베테랑 NASA X-15 조종사( John B. McKay, William H. Dana 및 Joseph Albert Walker)는 90 킬로미터 (56 mi) 및 108 킬로미터 (67 mi) 사이의 공간을 비행했지만 당시에는 우주비행사로 인정받지 못했고, 그후 소급하여( 2명은 사후에) 우주비행사 날개(astronaut wings) 증을 수여받았다. 워커가 두 번 달성한 후자의 고도는 현대의 국제적 우주공간의 경계 고도보다도 높다.

미국 연방 항공국에서도 이 선을 우주공간의 경계로 인식하고 있다.

준궤도 비행: 준궤도 비행은 우주선이 우주공간에 도달했으나 그 속도가 궤도를 달성할 수 없을 때 생긴다. 많은 사람들은 우주선이 우주 비행을 달성하기 위해서는 해발 100km(62마일) 이상의 고도에 도달해야 한다고 믿는다.

조나선 맥도웰(Jonathan McDowell) (하버드-스미스소니안 천체물리학 센터)과 토마스 갱게일(Thomas Gangale) (University of Nebraska-Lincoln)에 의한 2018년의 연구에서는 폰 카르만의 원래 메모와 계산(경계는 270,000 ft)을 증거로 인용하고, 또한 궤도를 도는 물체가 약 80~90 km의 고도의 복수의 근지점에서 유지할 수 있다는 확인 및 기능적, 문화적, 물리적, 기술적, 수학적 및 역사적 요인을 들어서, 공간의 경계로 80 킬로미터 (50 mi; 260,000 ft)를 옹호하고 있다. 좀더 구체적으로 논문에서는 아래와 같이 요약하고 있다. 
요약하면, 지속 가능한 가장 낮은 원형 궤도는 고도 125km 정도이지만 근지점이 100km인 타원형 궤도는 장기간 생존할 수 있다. 대조적으로, 근지점이 80km 미만인 지구 위성은 그 다음의 궤도를 완료할 가능성이 매우 낮다. 유성(훨씬 더 빠르게 이동하는)은 일반적으로 70-100km 고도 범위에서 분해되며, 이 지역은 대기가 중요해지는 지역이라는 증거에 추가된다.

이러한 발견으로 인해 FAI는 2019년에 이 문제를 "완전히 조사"하기 위해 국제우주연맹 (IAF)과 공동 회의를 개최할 것을 제안했다.
국제법 논의에서 제안된 또 다른 정의는 우주의 하부 경계로 궤도를 도는 우주선이 도달할 수 있는 가장 낮은 근지점으로 정의하도 그 고도는 지정하지 않는 것인데, 이는 미군이 채택한 정의이다. :13 대기 항력으로 인해, 원형 궤도에 있는 물체가 추진력 없이 최소 한 바퀴를 완전히 회전할 수 있는 최저 고도는 약 150 킬로미터 (93 mi)인데, 타원 궤도에 있는 물체는 추진력 없이 근지점을 130 킬로미터 (81 mi)로 하는 궤도를 유지할 수 있다. 미국은 이 부분에서 규제 움직임에 저항하고 있다.
주요한 고려 사항은 자유 분자 흐름의 개념이다. 공간의 본질적인 속성은 분자 사이에 상당한 공간이 있는 영역이라는 점이고 이러한 점에서 그 이름이 나왔다. 자유 분자 흐름에서 분자의 경로는 더 이상 계속해서 서로 반사되지 않는 직선으로 전환되었다. 이러한 공간 조건은 진공 챔버에서 인위적으로 생성되거나 충분히 높은 고도에서 자연적으로 발생할 수 있다. 자유 분자 흐름으로의 전환이 "75-80 Km" 이상의 고도에서 일어난다는 것은 적어도 1964년부터 알려져 있었다. 따라서 USAF와 NASA의 정의는 대기의 분자가 80km(50마일) 이상에서 자유 분자 흐름 하에서 직선으로 이동한 후에 우주 영역으로 들어간다는 과학적으로 중요한 이러한 데이터에 의해 뒷받침된다.

## 다른 행성의 경우
카르만 선은 지구에 대해서만 정의되지만 화성과 금성에 대해서 계산하면 각각 약 80 킬로미터 (50 mi) 및 250 킬로미터 (160 mi)이 된다.

## 같이 보기
- 외기권
- 지구 대기권
  - 열권
  - 중간권
  - 성층권
  - 대류권
- MW 18014 – 카르만 선을 넘은 인간이 만든 최초의 물체인 V-2 로켓
- 암스트롱 한계(Armstrong limit) – 인간의 체온에서 물이 끓기 시작하는 최저 고도
- 자유 분자 흐름